# Pebràs

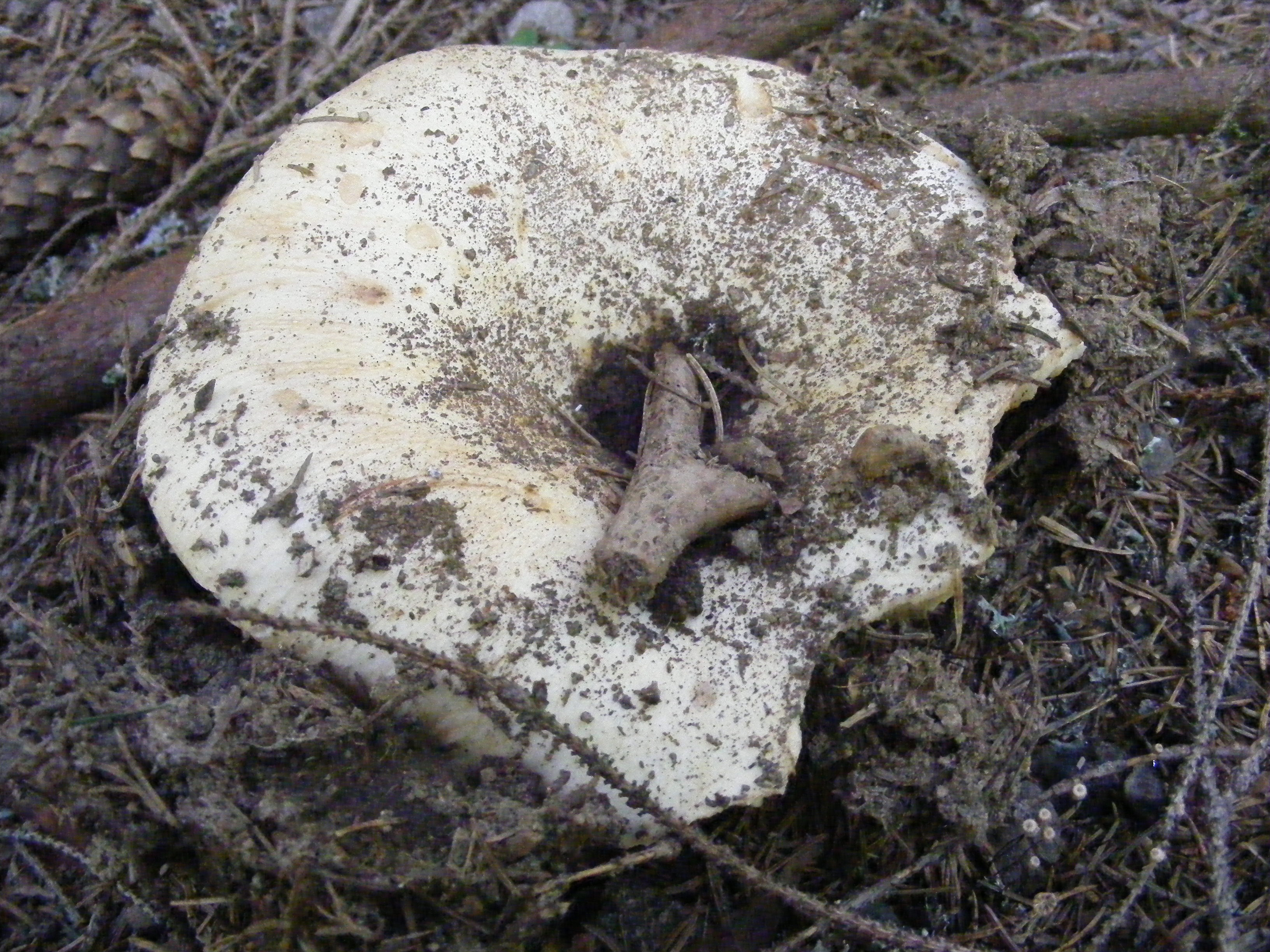
Pebràs

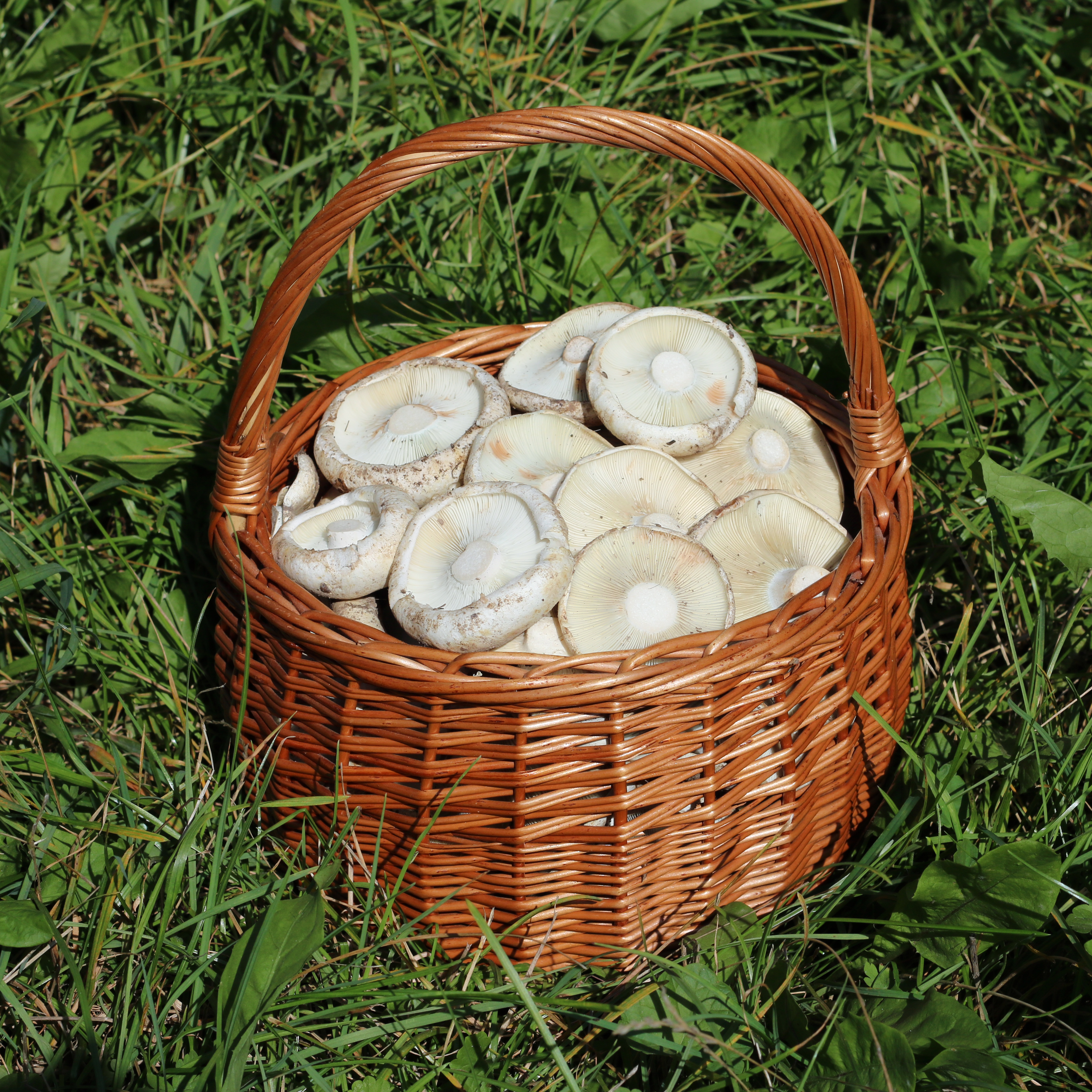

El pebràs, el pebràs ver o la pebrassa blanca (Russula delica) és una espècie de fong de l'ordre dels russulals (Russulales), família de les russulàcies. És tòxic però, un cop cuinat, és comestible.

## Noms populars
Altres nom populars són: pebrassa blanca, blanqueta, esclata-sang blanc (Mallorca), pebràs de carrasca (Vall d’Albaida), rovelló de cascaula (Terres de l’Ebre).

## Descripció
- El barret adult pot assolir 16 cm de diàmetre, de color blanc brut a crema, convex primerament i després pla, i la fi adquireix la forma d'embut.
- Cutícula seca, no separable de la carn, de color blanquinós i amb taques marrons al centre. La vora és lobulada i incurvada cap a l'interior.
- Làmines poc decurrents, blanquinoses al principi i després ocràcies, gruixudes, amples, ben separades, que no baixen per la cama o ho fan molt poc. Les arestes es taquen de color marró clar en ésser fregades.
- Cama blanca amb taques irregulars marrons, cilíndrica, robusta, curta (3-6 x 2-3 cm), sempre menor al radi del barret.
- Carn blanca, dura, de gust variable (de coent a dolç) i no canvia de color al tall.
- Té una olor agradable quan és jove, mentre que amb la maduresa adquireix una desagradable olor de peix.
- Les espores són de color blanc cremós, el·líptiques o quasi rodones i fan 8-11 x 6-9 micres.
- Sol estar cobert de terra i de fulles que el mateix bolet ha remogut per a poder sortir.[3][4][5][6][7][8][9]

## Reproducció
Des de la primavera fins a la tardor.

## Paràsits
És parasitat per Asterophora parasitica.

## Distribució geogràfica
Es troba a les zones de clima temperat d'Euràsia (incloent-hi les illes Britàniques i les illes Balears -Cabrera, Dragonera, Eivissa, Formentera, Mallorca i Menorca-). A Nord-amèrica és rar i és reemplaçat en gran manera per Russula brevipes.

## Comestibilitat
És tòxic però, un cop cuinat, és comestible però de sabor desagradable, per la qual cosa alguns autors el classifiquen com a no comestible. Tot i així, n'hi ha qui diu que és relativament saborós per afegir als guisats. És apreciat a les illes Balears i al Baix Camp.

## Propietats medicinals
Sembla que té propietats antimicrobianes i antioxidants que es podrien aprofitar per a la indústria alimentària.

## Risc de confusió amb altres bolets
Es pot confondre amb la Russula chloroides (també comestible, tot i que de menor qualitat), però, a diferència del pebràs, té el peu més estret i més llarg i, de vegades, presenta un petit cercle de color blavós on s'ajunten les làmines i el peu. També pot arribar a ésser confós amb un lactari blanc o el lactarius bertillonii però se'n diferencia perquè el pebràs mai traurà làtex.

## Observacions
És molt corrent i se'n pot trobar a l'estiu si hi ha pluges abundoses.